# Pohlern
Pohlern is een gemeente en plaats in het Zwitserse kanton Bern, en maakt deel uit van het district Thun.
Pohlern telt 261 inwoners.